# Lituania en los Juegos Olímpicos de Sídney 2000
Lituania estuvo representada en los Juegos Olímpicos de Sídney 2000 por un total de 61 deportistas que compitieron en 15 deportes.  
El portador de la bandera en la ceremonia de apertura fue el atleta Romas Ubartas.

## Medallistas
El equipo olímpico lituano obtuvo las siguientes medallas:
| Nombre                                 | Deporte          | Competición         |
| -------------------------------------- | ---------------- | ------------------- |
| Oro                                    |                  |                     |
| Virgilijus Alekna                      | Atletismo        | Disco M             |
| Daina Gudzinevičiūtė                   | Tiro             | Foso F              |
| Plata                                  |                  |                     |
| —                                      |                  |                     |
| Bronce                                 |                  |                     |
| Equipo                                 | Baloncesto       | Torneo M            |
| Diana Žiliūtė                          | Ciclismo en ruta | Ruta F              |
| Kristina Poplavskaja Birutė Šakickienė | Remo             | Scull doble (W2x) F |